# Borrenes
Borrenes is een Spaanse gemeente in de comarca El Bierzo van de provincie León, deel van de autonome regio Castilië en León. Volgens de bevolkingscijfers van het INE van 2023 heeft de gemeente 304 inwoners.
Het is een van de gemeenten in León waar Galicisch wordt gesproken. Hoewel in de gesproken taal ook kenmerken typerend voor het Leonees doorklinken, wordt de plaatsnaam lokaal uitgesproken als Borrés.
Van uit de Romeinse tijd is er in de gemeente zowel de metallurgische Romeinse site Orellán, als de overblijfselen van verschillende Romeinse kanalen die dienden om water te transporteren naar Las Médulas, de grootste dagbouwmijn in het hele Romeinse Keizerrijk.